# Rouge jaune bleu

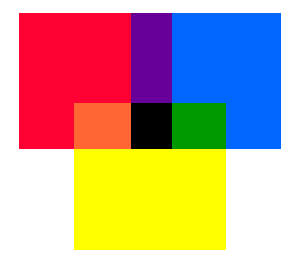
mélange de rouge, jaune et bleu

Rouge, Jaune, Bleu (RJB, RYB en anglais) est un système d'enseignement des couleurs en peinture, en design, en décoration, en teinture qui désigne des colorants appartenant à ces trois champs chromatiques comme couleurs primaires ou élémentaires pour la conception des mélanges de matières colorées.

## Bases pratiques

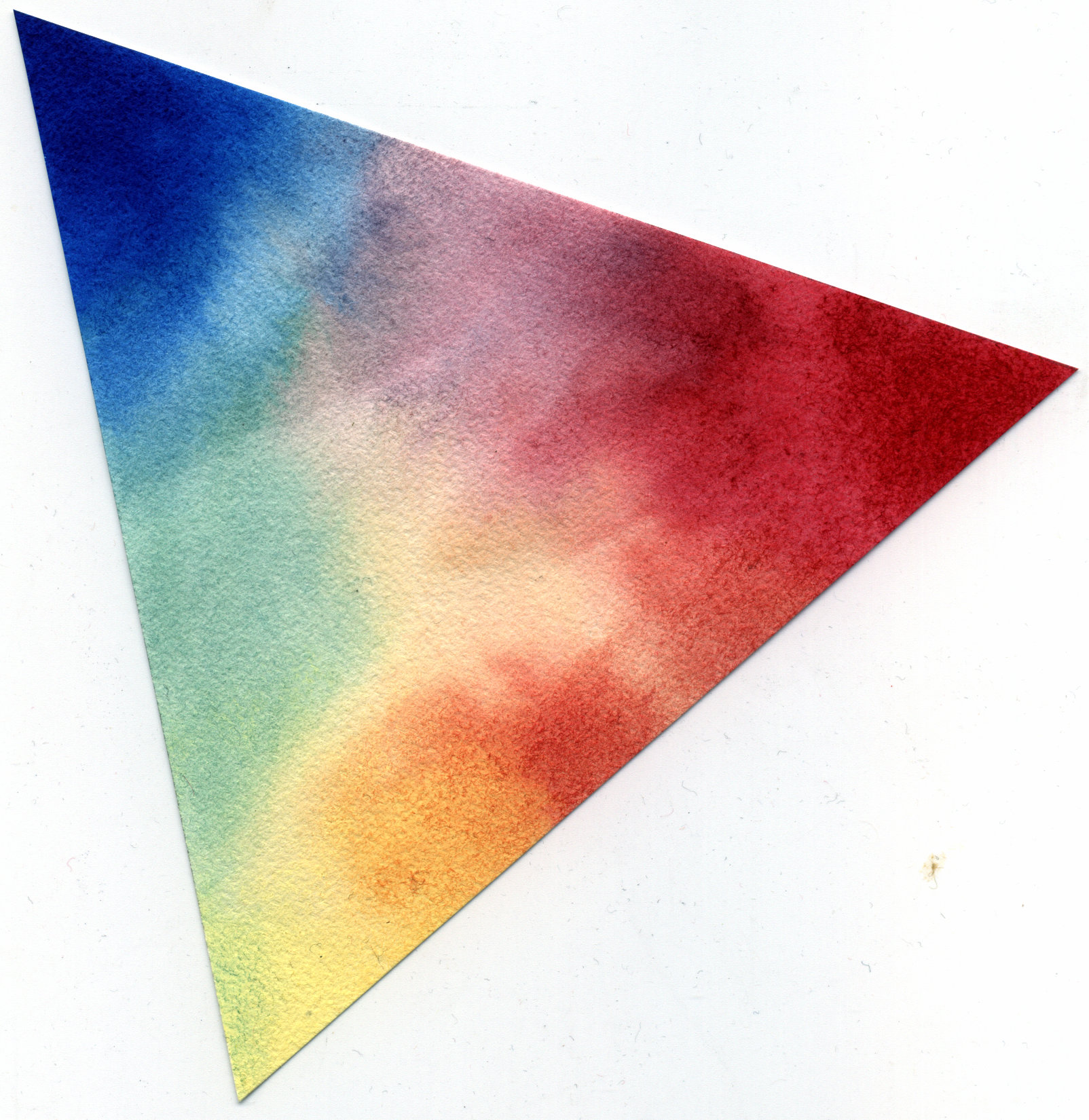
Mélanges de couleurs aquarelle : Rouge Quinacridone (PR206), Jaune Benzimidazolone (PY175), Bleu phtalo (PB15).

Le concept se résume à une hiérarchie de mélanges, permettant d'atteindre toutes les couleurs, quoique avec une vivacité variable. Il désigne un rouge, un jaune et un bleu comme couleurs primaires.
Le mélange de deux couleurs primaires donne des couleurs secondaires : le rouge et le jaune se mélangent pour donner un orange, le jaune et le bleu produisent un vert, le bleu et le rouge un violet. L'expérience confirme aisément ces constatations pratiques, quelles que soient les nuances exactes des primaires et avec des proportions très approximatives entre les matières colorantes. Les couleurs secondaires ont le plus grand contraste avec celle de la matière colorée primaire qui leur manque. Cette constatation est en rapport avec la notion de couleur complémentaire — elles se rompent mutuellement — mais la confirmation pratique, avec des peintures, de ces propriétés est incertaine.
Certains auteurs extrapolent ce modèle de base à des couleurs tertiaires, obtenues par mélanges de deux couleurs secondaires ou des trois primaires.
Le modèle, compris de façon rigide, est impraticable. Le mélange de trois primaires, quelles qu'elles soient, ne permet pas de produire n'importe quelle autre couleur. L'usage de seulement trois matières colorantes définies comme primaires limite gravement la luminosité et la saturation des couleurs ; des pigments ou teintures purs permettent le plus souvent d'obtenir des couleurs plus vives. Les artistes ont souvent plus de trois primaires, afin d'obtenir des couleurs plus lumineuses et saturées. On situe les couleurs de toutes les matières colorantes existantes par rapport à celles qu'on peut obtenir par mélange. Certains auteurs préconisent de doubler chacune des primaires rouge, jaune, bleu, avec des teintes plus proches de leurs voisines, par exemple, un bleu tirant sur le vert, un autre sur le violet.

## Fondements
Le concept se base non pas sur des erreurs d'interprétation de la théorie de la couleur de Isaac Newton présentée dans son ouvrage Opticks, comme il est parfois affirmé[réf. souhaitée], mais sur la pratique des peintres et des teinturiers depuis l'Antiquité. Jacob Christoph Le Blon, appliquant des enseignements d'atelier à l'impression en couleurs, établit la règle de la trichromie au début du XVIIIe siècle : « La Peinture peut représenter tous les Objets visibles avec trois Couleurs, savoir le Jaune, le Rouge, & le Bleu ; car toutes les autres Couleurs se peuvent composer de ces trois, que je nomme Couleurs primitives. Par exemple : Le Jaune et le Rouge font l'Orangé, le Rouge et le bleu font le pourpre et le violet, le Bleu et le Jaune font le Vert ». Le Blon fait, le premier, la différence entre le mélange de couleurs matérielles et celui de lumières colorées.

## «Synthèse soustractive»
On parle de  synthèse soustractive, par opposition à la synthèse additive obtenue par mélange de lumières colorées, pour désigner la production d'un nombre important de couleurs à partir d'un petit nombre de colorants. Le procédé comprend un grand nombre de variantes, suivant les matières colorantes choisies, le nuancier, le cercle chromatique utilisés, et le gamut recherché, qui dépend, en peinture, de ce qu'on appelle le ton d'ensemble. La synthèse soustractive suppose, dans son principe, des matières transparentes plutôt qu'opaques, et dont la transmission spectrale soit aussi proche que possible d'une couleur optimale bloquant un tiers du spectre visé. Parmi les couleurs à peindre, seuls des jaunes et des rouges remplissent approximativement ces conditions ; l'artiste compense les écarts à la théorie et choisit les peintures aptes à constituer des primaires. C'est ce que constatait déjà Le Blon, qui suggère de les choisir, ou de les mélanger, selon le sujet. On ne choisirait pas les mêmes primaires pour un nu, pour lequel on n'a pas ou peu de nuances de vert, et pour un paysage ; depuis le XVIIIe siècle, la chimie des couleurs a créé une quantité de couleurs aptes à servir de primaires.
Rien n'oblige les peintres à n'utiliser que trois couleurs primaires ; en général, ils en emploient bien plus, soit pour faciliter le travail, soit à cause de la limitation des mélanges. Si l'on mélange plusieurs couleurs, elles s'assombrissent, si l'on essaye d'éclaircir en y ajoutant du blanc, elles perdent en saturation, c'est-à-dire en vivacité et pureté de la couleur. En outre, le mélange de trois couleurs est bien plus difficile à maîtriser que le dégradé d'une couleur à l'autre. Cela encourage à utiliser plus de tubes de peinture différents pour obtenir autant de teintes vives. Le peintre n'est limité que par sa connaissance des produits avec lesquels il travaille.
La base du travail d'un peintre ou d'un décorateur étant de faire un choix limité de ses couleurs, identifiable à sa personnalité, ils forment un nuancier donné, dans un cercle chromatique particulier qui sert de référent singulier.
Dans le langage de l'imprimerie, de l'illustration et du design, où on ne change pas en général de couleurs primaires pour chaque réalisation, les couleurs primaires de la quadrichromie sont celles qui donnent le meilleur rendu en général. Ces colorants normalisés, idéalement, bloqueraient chacun une partie du spectre, laissant passer tout le reste. Le cyan supprime la partie rouge, le magenta la verte et le jaune la bleue. On leur ajoute un noir en imprimerie, afin de diminuer la charge d'encre sur le support et d'obtenir une meilleure neutralité des gris.

## Cercle chromatique

Cercle chromatique

Le rouge, le jaune et le bleu construisent la triade primaire dans la plupart des cercles chromatiques d'artistes et designers. La triade secondaire est VOV (violet-orange-vert). Les triades sont formées par trois couleurs équidistantes sur un cercle chromatique.
Le cercle chromatique est destiné à orienter la perception et l'usage des couleurs. Il se constitue avec les moyens techniques de sa reproduction. Un cercle chromatique d'artiste utilisera toute la gamme des pigments qu'il peut utiliser ; si on travaille pour l'impression en quadrichromie, il faut se limiter aux couleurs accessibles à celle-ci.
L'assombrissement des couleurs intermédiaires est lié à l'imperfection des pigments. Il en existe peu qui approchent les teintures bloc, dont la couleur optimale permettrait des mélanges sans perte de luminosité dans les parties transmises, et pas suffisamment pour des verts et des bleus lumineux. Le système additif ne souffre pas de cette insuffisance : la combinaison des lumières ajoute leurs luminosités.
Les cercles chromatiques en peinture, en design... sont des référents construits pour structurer la perception des couleurs, comme les nombres structurent la perception des quantités. On trouve :
- des présentations particulières au peintre, designer, décorateur, restaurateur de tableaux... suivant les moyens de l'époque XVIIIe, XIXe, XXe, XXIe siècle, Leonard de Vinci, Delacroix, système Arthur Pope, d'Itten...
- des nuanciers ordonnés comme les cercles chromatiques de Chevreul et celui de Munsell ;
- des présentations graphiques de systèmes de classification internationale : cercle chromatique NCS.

## Historique
La notion de « couleurs primitives », puis « primaires » apparaît en France aux XVIe et XVIIe siècles, en gravure pour la gravure en couleurs, en teinturerie, et en peinture. À cette époque on ne distingue pas couleurs-pigments, et couleurs-lumière. En 1686, Richard Waller (en) publie un catalogue A Catalogue of Simple and Mixt Colours où différentes couleurs sont obtenues par mélange de « simples jaunes, rouges, et bleus ».
Dans ses expériences avec la lumière, le physicien britannique Isaac Newton a démontré que les couleurs pouvaient être créées en mélangeant plusieurs lumières de couleurs primaires dans son ouvrage Opticks (Optiques, 1704). À la même époque, le peintre et graveur Jacob Christoph Le Blon démontre un système de gravure fondé sur trois couleurs primitives, et en donne les principes dans son Coloritto, publié en 1725. Les différences manifestes entre ses conclusions, qui fondent la synthèse additive, et la pratique des professionnels que sont teinturiers et peintres, crée de grandes polémiques. Si, pour les physiciens, le vert est une couleur primaire, présente dans le spectre, et dont le mélange avec le rouge donne du jaune, pour les peintres, il est une couleur secondaire, qui s'obtient par mélange du bleu et du jaune, tandis que son mélange avec le rouge produit un marron.
Le poète et ministre du gouvernement prussien Goethe systématise l'expérience des praticiens dans son Traité des couleurs (1810), qui influencera les premiers travaux théoriques sur la vision des couleurs, de Arthur Schopenhauer à Gustav Fechner et Ewald Hering, ainsi que de très nombreux artistes. En France, Michel-Eugène Chevreul étudie la pratique des teinturiers de la Manufacture des Gobelins dans La loi des contraste de couleurs simultanés (1839). Les investigations physiologiques de Helmholz explique et confirme les résultats de psychologie expérimentale sur la perception des couleurs. Les oppositions de teintes rouge et verte d'une part, bleue et jaune d'autre part, ainsi que celle entre le noir et le blanc, sont les quatre couleurs élémentaires au sens de la perception.
L'acrimonie des discussions sur la peinture s'explique si l'on considère que nombre de conclusions des études sur la couleur des lumières ne se vérifient pas quand on les applique à des couleurs matérielles, des peintures, des pigments. La combinaison des couleurs de lumières ne dépend que des couleurs perçues, qu'importe quel rayonnement métamère donne les mêmes résultats. Il n'en va pas de même pour les colorants. Les colorants sélectionnent une partie de la lumière qui les éclaire, et le résultat visuel de leur combinaison dépend de leur courbe de réflectance, et pas seulement de leur apparence visuelle. Deux produits d'apparence identique peuvent donner, en mélange, des résultats différents. Les artistes, travaillant avec une variété de produits colorants, voient sans cesse contredites par la pratique les affirmations issues de la synthèse additive des couleurs et les simplifications d'une théorie de la synthèse soustractive qui négligent les caractéristiques spéciales des encres destinées à l'industrie de l'impression en couleurs.
Pour de nombreux artistes modernes, comme Vassily Kandinsky, qui peint Jaune-rouge-bleu en 1925, ou Piet Mondrian, jaune, rouge et bleu sont, quelles que soient les raisons de la colorimétrie, les couleurs primitives, primaires ou élémentaires pour l'art.